# Вінченцо Дзукконеллі
Вінченцо Дзукконеллі (італ. Vincenzo Zucconelli, 3 червня 1931) — італійський велогонщик.
Срібний призер Олімпійських Ігор 1952 року в командній шосейній гонці.